# Thong (Kent)
Thong est un Hameau situé dans le sud-est du district de Gravesend dans le comté du Kent, en Angleterre.